# Abdulkádir Hasszan
Abdulkádir Hasszan Mohamed (1962. április 15. –) emirátusi válogatott labdarúgókapus.

## Pályafutása

### Klubcsapatban
1989 és 1990 között az Al-Shabab csapatában játszott.

### A válogatottban
1988 és 1992 között 5 mérkőzésen szerepelt az Egyesült Arab Emírségek válogatottjában. részt vett az 1984-es és az 1992-es Ázsia-kupán, illetve az 1990-es világbajnokságon, de egyetlen mérkőzésen sem lépett pályára.